# بيير قروس
بيير قروس (بالفرنسية: Pierre Gros)‏ هو عالم لغوي كلاسيكي فرنسي، ولد في 7 مايو 1939 في Incheville ‏ في فرنسا.